# Filipiny na Zimowych Igrzyskach Olimpijskich 1972
Filipiny na Zimowych Igrzyskach Olimpijskich 1972 reprezentowało dwoje zawodników, którzy wystartowali w narciarstwie alpejskim.
Był to pierwszy start Filipin na zimowych igrzyskach olimpijskich.

## Narciarstwo alpejskie
Mężczyźni
- Juan Cipriano
  - Gigant - nie ukończył
  - Slalom - nie ukończył
- Ben Nanasca
  - Gigant - 42. miejsce
  - Slalom - nie ukończył